# Neuville-Day
Neuville-Day é uma comuna francesa na região administrativa de Grande Leste, no departamento das Ardenas. Estende-se por uma área de 7,68 km². Em 2010 a comuna tinha 167 habitantes (densidade: 21,7 hab./km²).